# Сергель, Юхан Тобиас
Юхан Тобиас Сергель (швед. Johan Tobias Sergel; 28 августа 1740 — 26 февраля 1814) — шведский скульптор и художник, профессор Академии Искусств, один из признанных мастеров европейского классицизма.

## Биография
Юхан Тобиас Сергель родился в Стокгольме в семье златошвея Кристофера Сергеля. В возрасте 26 лет он отправился совершенствовать своё мастерство в Париж, а затем в Рим. Учителями Сергеля стали Ж.-Э.Рен и П.-Ю. Л’Аршевек. В течение двенадцати лет (1767—1779) Сергель учился и жил в Европе, прежде всего в Италии. Уже в ранних его работах «Ахилл и кентавр Хирон» (ок. 1767), «Венера и Анхиз» (ок. 1769—1770) сказалось увлечение новым классическим стилем и наметился разрыв с традициями барокко и рококо. Первой большой самостоятельной работой стал в 1770 году «Фавн».
Кроме создания работ мифологического и аллегорического содержания, Сергель занимался и прославлением шведских монархов. Ещё в 1772 году он участвовал в работе своего учителя Л’Аршевека, создававшего крупную скульптурную композицию «Аксель Оксеншерна диктует музе Истории список деяний Густава Адольфа», прославлявшую исторические свершения короля Густава II Адольфа в период его правления (руке Сергеля принадлежат фигуры канцлера Оксеншерны и Клио у подножия памятника). Также ещё в Риме он создал первую модель статуи Густава III, позднее отлитую в бронзе и в 1796 году купленную муниципалитетом Стокгольма (скульптура была установлена только в 1808 году на Шеппсбрукайене). Когда Сергель в 1778 году покинул Рим, он уже был скульптором с европейской известностью.
В 1779 году по вызову Густава III Сергель вернулся в Стокгольм. По пути он сделал «остановку» в Париже, где создал скульптуру «Отридад» (1779) и был избран членом Французской Академии живописи и скульптуры. После его возвращения на родину король назначил Сергеля придворным скульптором. По заказу короля им была создана скульптура «Амур и Психея», а также закончен памятник Густаву II Адольфу, начатый его учителем Л’Аршевеком. Среди работ стокгольмского периода также памятник Декарту, скульптурная группа на могиле короля Густава Васы и сцена Воскресения в стокгольмской церкви Адольфа Фредрика. В 1780 году Сергель получил звание профессора Королевской академии изящных искусств, а в 1782 году стал кавалером Ордена Васы. Из учеников Сергеля большую известность получил скульптор Эрик Густав Гёте.
Помимо крупных работ, Сергель также занимался и мелкими заказами, создав значительное количество бюстов и портретных медальонов. Хотя наибольшую известность Сергель приобрёл как скульптор, большой популярностью пользовались также и его шаржи и моментальные рисунки из светской жизни Стокгольма (в духе английских карикатуристов, таких как Томас Роулендсон). Иногда он составлял из нескольких таких рисунков последовательные истории, что позволяет рассматривать его творчество как предтечу позднейших комиксов.
Юхан Тобиас Сергель умер 26 февраля 1814 года в Стокгольме. В настоящее время в шведской столице есть улица его имени (Сергельгатан), в его честь также названа площадь в центре Стокгольма.
- Скульптурная группа (Оксеншерна А. и Клио) у подножья памятника Густаву II Адольфу
- Памятник Густаву III в Стокгольме
- Королева София Магдалена, 1783
- Надгробие на могиле Т.Сергеля в церкви Адольфа Фредрика
- Автопортрет Сергеля (1793)
- К.М.Бельман, ок. 1790
- Сергель и К.А.Эренсверд
- Алтарь церкви Адольфа Фредрика